# Agguato alle Hawaii
Agguato alle Hawaii (Hard Ticket to Hawaii) è un film del 1987 diretto da Andy Sidaris. È il secondo capitolo della saga Triple B.

## Trama
Due agenti americani della narcotici sulle tracce di un traffico di droga sono assassinati alle Hawaii.
Donna e Taryn - due agenti operative - intercettano accidentalmente una spedizione di diamanti diretta al signore della droga Seth Romero.
Per stroncare un traffico di droga nelle esotiche isole del Pacifico l'Interpol manda l'intrepido agente Rowdy Abilene, dove, tra belle donne, agguati, inseguimenti e minacciose presenze di rettili giganti, troverà pane per i propri denti.

## Curiosità
- Nel 1997 il film fu al centro di una controversia in Italia a causa della sua messa in onda in orario pomeridiano dall'emittente nazionale Rai 2[1].